# Pop Up! SMAP LIVE! 思ったより飛んじゃいました! ツアー
『Pop Up! SMAP LIVE! 思ったより飛んじゃいました! ツアー』（ポップ・アップ スマップ・ライブ　おもったよりとんじゃいました ツアー）は、日本の男性アイドルグループSMAPのツアーDVD・VHSである。2006年12月6日にビクターエンタテインメントから発売された。

## 概要
2006年の7月30日から10月9日に行われたSMAPによる全国ツアー「Pop up! SMAP―飛びます!トビだす!とびスマ?TOUR」が収められている。
SMAPが飛び出す3DLIVEは、中居正広がUSJのアトラクション(スパイダーマン)から発想を得たと話している
トビスマ★3D-GLASSESが封入されており、Disc-3の「Pop Up! Movies」をこのメガネをかけて見ると映像が飛び出てくるように見える。これは、実際にコンサートで行われた演出に近い。
ただし、実際のコンサート会場では、テーマパーク等で用いられるタイプの偏光メガネが無償配布され、スクリーンで色調に狂いのない映像を楽しむことができたが、DVDでは再生機器の制約上、印刷物等によく用いられるアナグリフ方式と呼ばれる赤青のフィルムを用いたメガネ専用の映像にコンバートされている。そのため、色調等は本来の会場のものとは大幅に異なっている。会場で配布されたメガネでDVDの当該映像を見ても飛び出さない（その逆も無意味である）。双方は、判別しやすいようにメガネの額部分の色調が変更されている。当該技術については3次元ディスプレイの項に詳しい。
初回盤のみカラースケルトンパッケージ（パッケージの配色が赤と青の色違い2種のうち1種）であり、スペシャルフォトカード付。通常盤にはフォトカードは付属せず、無色透明のスケルトンパッケージとなっている。予約・購入者先着特典として、B2ポスターがプレゼントされた。
また、SMAP SHOP限定で黄色のパッケージのものが販売された。配色が違う以外は中身は同じ。
本作を最後にVHSでの発売がされなくなった。
また、これまでSMAP結成から『SMAP LIVE AMIGOS!』を除く(このライブは木村が担当)
全てのライブの構成・演出を担当していたリーダーの中居が今作で最後となり、次作『SMAP 2008 super.modern.artistic.performance tour』からは香取慎吾がライブの構成・演出を担当している。

## 収録内容

### 本編映像
※VHSではVol.1に1〜30、Vol.2に31〜40を収録。DVDではDisc 1に1〜24、Disc 2に25〜40を収録。
1. OPENING
2. Dear WOMAN
3. TAKE OFF
4. buzzer beater
5. Theme of 018
6. 青いイナズマ
7. たぶんオーライ
8. paripia! - 稲垣吾郎・草彅剛・香取慎吾
9. KANSHAして
10. Aida
11. The LOCO MOTION
12. Nai Yai Yai
13. BANG! BANG! バカンス![注 1]
14. 星空の下で[注 2]
15. Overture
16. Piece of world
17. STAY
18. Call Your Number
19. SMAP DANCE TIME!
20. Simple[注 3]
21. 雪が降ってきた
22. Song of X'smap
23. Ballad Medley
  1. らいおんハート - 稲垣吾郎
  2. 朝日を見に行こうよ - 草彅剛
  3. 夜空ノムコウ - 中居正広
  4. オレンジ - 木村拓哉
  5. Triangle - 香取慎吾
24. Triangle
25. Everybody - 香取慎吾
26. L-O-V-E - 稲垣吾郎
27. モアイ - 木村拓哉・香取慎吾
28. TOKIO - 草彅剛
29. 女の子とLOVE SONG - 中居正広
30. 君がいる - 木村拓哉
31. だいじょうぶ
32. 心の鏡
33. ありがとう[注 4]
34. BANG! BANG! バカンス!
35. 真夜中のMERRY-GO-ROUND
36. 世界に一つだけの花
37. たいせつ
38. 笑顔のゲンキ
39. SHAKE
40. オリジナル スマイル

### 特典映像
※はDVDのみ収録。VHSではVol.2、DVDではDisc 3に収録。
1. SMAP Diary 2006
2. Pop Up! Movies
3. Are You Lucky!?※
4. SMAP 15th Anniversary
5. Meeting SMAP※

## コンサートツアー
- コンサートツアー『Pop Up! SMAP －飛びます！トビだす！とびスマ？TOUR－』について記述。

|        | 開催日時 | 開演時間 | 会場                        |
| 2006年 | 2006年   | 2006年   | 2006年                      |
| ------ | -------- | -------- | --------------------------- |
| 1      | 7月30日  | 18:30    | 札幌ドーム                  |
| 1      | 7月31日  | 18:30    | 札幌ドーム                  |
| 2      | 8月5日   | 17:30    | 新潟スタジアム ビッグスワン |
| 3      | 8月12日  | 17:30    | 日産スタジアム              |
| 3      | 8月13日  | 17:30    | 日産スタジアム              |
| 4      | 8月17日  | 18:30    | 福岡Yahoo!JAPANドーム       |
| 4      | 8月18日  | 18:00    | 福岡Yahoo!JAPANドーム       |
| 4      | 8月21日  | 18:30    | 福岡Yahoo!JAPANドーム       |
| 4      | 8月22日  | 18:00    | 福岡Yahoo!JAPANドーム       |
| 5      | 8月30日  | 18:30    | ナゴヤドーム                |
| 5      | 8月31日  | 18:00    | ナゴヤドーム                |
| 6      | 9月9日   | 17:30    | 国立競技場                  |
| 6      | 9月10日  | 17:30    | 国立競技場                  |
| 7      | 9月21日  | 18:30    | 大阪ドーム                  |
| 7      | 9月22日  | 18:30    | 大阪ドーム                  |
| 7      | 9月23日  | 18:30    | 大阪ドーム                  |
| 7      | 9月24日  | 17:00    | 大阪ドーム                  |
| 8      | 9月27日  | 18:00    | 東京ドーム                  |
| 8      | 9月28日  | 18:00    | 東京ドーム                  |
| 8      | 10月8日  | 18:30    | 東京ドーム                  |
| 8      | 10月9日  | 17:00    | 東京ドーム                  |